# Parydra cognata
Parydra cognata är en tvåvingeart som beskrevs av Friedrich Hermann Loew 1860. Parydra cognata ingår i släktet Parydra och familjen vattenflugor. Arten är reproducerande i Sverige. Inga underarter finns listade i Catalogue of Life.